# Stockton Mine

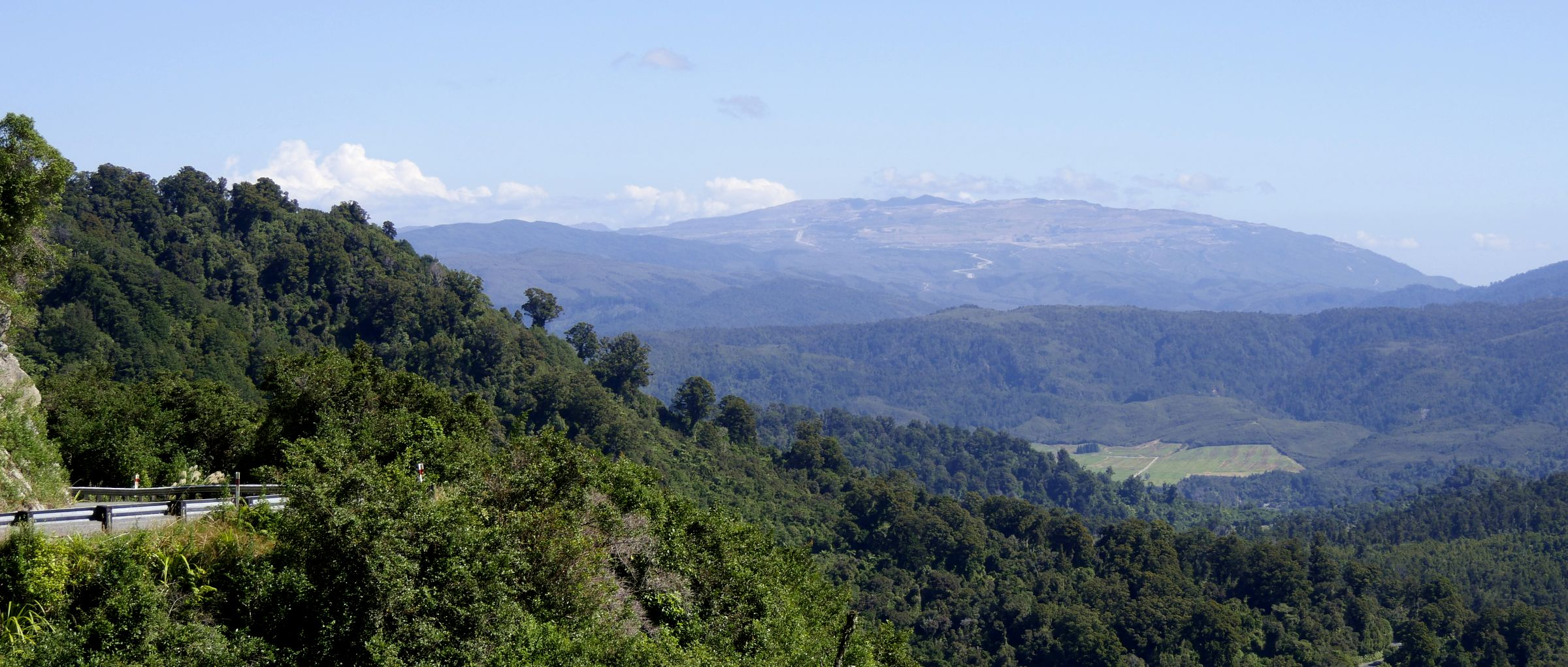
Stockton Tagebau (auf dem Berg in der Mitte) vom SH 67 westlich der Radiant Range aus gesehen

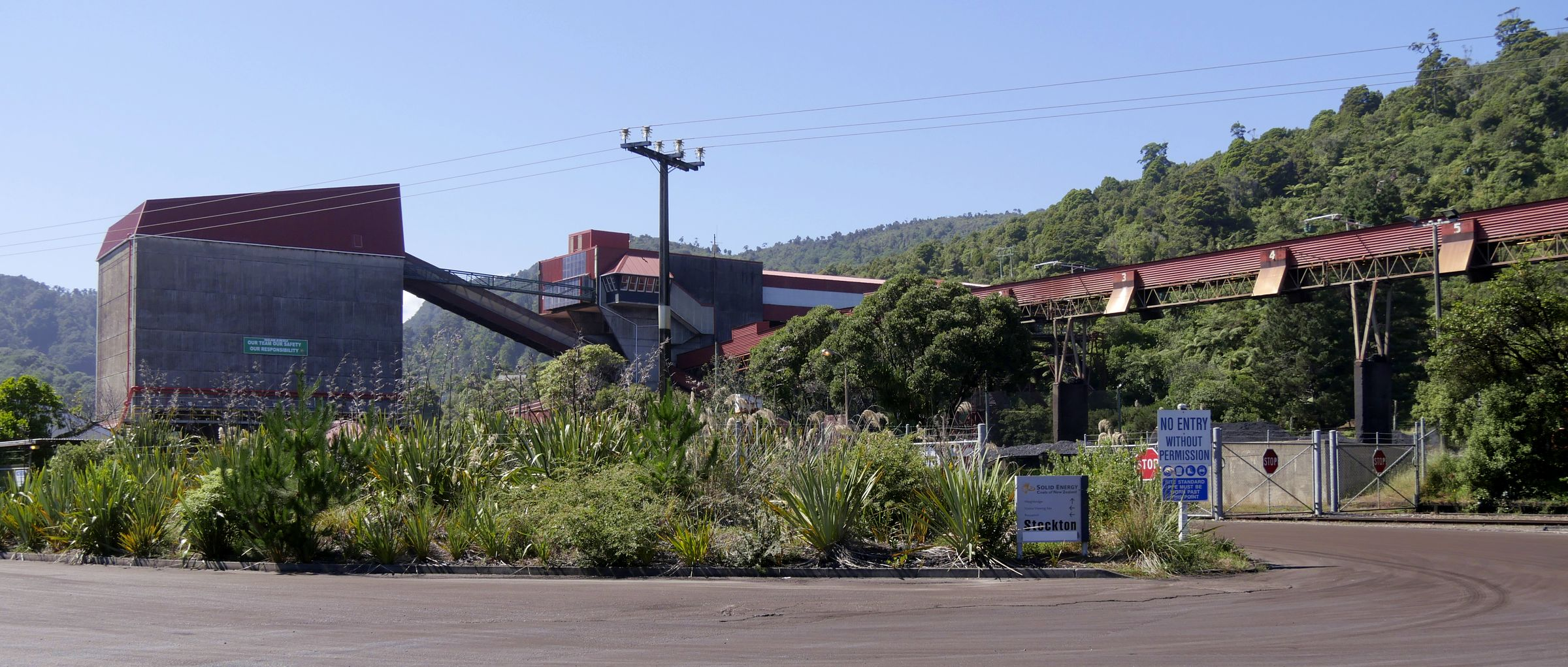
Anlage der Solid Energy New Zealand in Ngakawau am New Zealand State Highway 67, Buller District, West Coast

Die Stockton Mine ist eine Kohletagebau der Firma Solid Energy New Zealand an der West Coast der Südinsel von Neuseeland. Das Bergwerk ist das größte seiner Art im Land.

## Geographie
Die Stockton Mine liegt rund 25 km nordöstlich von Westport und knapp 3 km südlich von Granity, das direkt am New Zealand State Highway 67 an der Westküste der Südinsel liegt. Der Tagebau, der zwischen 500 m und 1100 m über dem Meeresspiegel liegt, befindet sich im Buller Coalfield, hat eine Südwest-Nordost-Ausdehnung und erstreckt sich über eine Länge von 7 km und eine Breite von 3 km. Das gesamte Areal besitzt eine Länge von 12 km und eine maximale Breite von 5 km. Die kleine Siedlung Stockton, Namensgeber für den Tagebau, liegt am nördlichen Ende des Kohleabbaugebietes. Der 1105 m hohe Mount Frederik liegt direkt in dem Tagebau und ist vom Abbau ebenfalls betroffen.

## Das Bergwerk
Der Tagebau bestand Stand 2017 aus acht Abbaufeldern, von denen die Kohle über Loren zu der Anlage in Ngakawau am New Zealand State Highway 67 transportiert wird und von dort per Eisenbahn und LKW zum Bestimmungsort transportiert wird. Die Kohle, die per Eisenbahn transportiert wird, geht nach Christchurch, um von dort aus über den Hafen Lyttelton exportiert zu werden.
2009 gab das Unternehmen noch an, zwei Mio. Tonnen Kohle aus dem Tagebau zu fördern. Bei gleicher Förderleistung würden die Kohlevorkommen noch bis zum Jahr 2028 reichen, so schätzte man.
Solid Energy New Zealand beschäftigte 2012 über 1000 Mitarbeiter in dem Bergwerk. Anfang 2016 belief sich die Zahl der Mitarbeiter auf nur noch 225 plus 44 Leiharbeiter und das Unternehmen kündigte an, weitere 41 Arbeitsplätze zu streichen. Begründet wurde dies mit dem ständig fallenden Preis für Kohl auf dem Weltmarkt.